# Spino d’Adda
Spino d’Adda (lombardul: Spì) település Olaszországban, Lombardia régióban, Cremona megyében. Lakosainak száma 6870 fő (2023. január 1.). Spino d’Adda Boffalora d’Adda, Dovera, Merlino, Pandino, Rivolta d’Adda és Zelo Buon Persico községekkel határos.

## Népesség
A település lakossága az elmúlt években az alábbi módon változott:
| Lakosok száma | 6993 | 6843 | 6873 | 6870 |
|               | 2013 | 2017 | 2018 | 2023 |